# Gerardo Sánchez García
Gerardo Sánchez García (Salvatierra, Guanajuato, 1 de octubre de 1960) es un político mexicano, licenciado en Derecho por la Universidad de Michoacán. Estudió una especialidad en Derecho Constitucional y Ciencia Política en Madrid, España. También cuenta con una maestría y un doctorado en Derecho por la Universidad Nacional Autónoma de México (UNAM). Actualmente es Senador de la República en la LXIII Legislatura.

## Trayectoria política
Gerardo Sánchez, fue Presidente Municipal de Salvatierra de 1995 a 1997. Además, fungió como diputado Federal de la LVII Legislatura, participó en la Comisión de Agricultura y Ganadería; Secretario de la Comisión de Desarrollo Social y Coordinador de los Diputados del PRI de Guanajuato.
Fue líder nacional de la Confederación Nacional Campesina de 2011 al 2015 y en la que ha ocupado cargos importantes tanto en lo local como en lo nacional.
Es Presidente de varias asociaciones civiles como la Fundación Organizados para Servir A.C. , la cual tiene presencia en estados como Guanajuato, Michoacán, Hidalgo y Querétaro, así como la Fundación Mejoremos al Campo y Juan José de los Reyes "El Pipila" bajo las cuales se gestionan recursos federales destinados a proyectos culturales y agrarios.